# Archanara subcarnea
Archanara subcarnea är en fjärilsart som beskrevs av Kellicott 1883. Archanara subcarnea ingår i släktet Archanara och familjen nattflyn. Inga underarter finns listade i Catalogue of Life.